# Isak Gustaf Clason
Isak Gustaf Clason, né le 30 juillet 1856 à Falun et mort le 19 juillet 1930 à Orsa, est un architecte suédois.

## Biographie
En 1874, il étudie à l'Institut royal de technologie de Stockholm. Il est ensuite formé à son futur métier d'architecte dans des écoles professionnelles. Des voyages en Espagne, en Italie et en France forment son goût. En France, il visite plus particulièrement les villes du sud : Marseille, Arles, Avignon, Nîmes, Narbonne, Toulouse… C'est d'ailleurs en France, à Tours, qu'il apprend qu'il a gagné le concours relatif à la construction de l'immeuble Bünsow sur Strandvägen (Stockholm).
En 1889, il entre à l'Académie royale des arts de Suède, dont il devient, vingt ans plus tard (1918), le président. On trouve sept dessins de sa main dans les collections du Musée national de Stockholm.
L'un de ses fils, Peder Clason, est le coauteur de la Maison des étudiants suédois à Paris (1931).

## Principales réalisations
Les réalisations de I. G. Clason sont nombreuses et sont visibles à Uppsala, Göteborg, Helsingborg... 

### Principaux ouvrages à Stockholm
- 1884-1885 : Maison Thavenius sur Strandvägen ;
- 1885-1889 : Marché couvert d'Östermalm ;
- 1886-1888 : façade de l'immeuble Bünsow sur Strandvägen ;
- 1888-1907 : Musée nordique ;
- 1895-1899 : Palais von Rosen sur Strandvägen.
- 1889–1890 : Maison Adelswärd (sv), Strömgatan 20
- 1893–1898 : Hallwylska palatset, Hamngatan 4
- 1901 :  Brandstodsbolagets hus (sv),  Gamla stan
- 1908 : Villa Mariehill (sv), Djurgården

### Autres ouvrages
- 1883–1885 : Château de Merlo (sv), Timrå socken, Medelpad,
- 1890 : Château de Lejondal (sv), Upplands-Bro,
- 1889 : Norrlands nation, Uppsala
- 1889 : Église de Skönsmon (sv), Sundsvall
- 1889 : Ulvaklev (sv) (Ängelsberg)
- 1891–1892 : Odensnäs (sv), Ängelsberg
- 1893 : Château d'Hjularöd (sv), Skåne,
- 1894 : Villa Kullen (sv), commune de Lidingö,
- 1901–1903 : Palais de justice du tribunal de district de Bråbygden (sv), Norrköping,
- 1903 : Résidence du chef de chantier Horndals Bruk (Dalarna)
- 1907–1910 : Hôtel de ville de Norrköping (sv), Norrköping
- 1908 : Skånes Enskilda Bank, Västra Hamngatan 7, Göteborg
- 1909 : Villa Stockenberg (sv), Saltsjöbaden
- 1911–1913: Manoir de Lönö, Commune de Norrköping
- 1915: Château d'Edsby (sv), Commune d'Upplands Väsby
- 1916–1920 : Manoir d'Adelsnäs, Commune d'Åtvidaberg, Östergötland.
- 1917 : Villa Hevea (sv), Helsingborg,
- 1921–1923 : Mårbacka (Selma Lagerlöfs), Commune de Sunne, Värmland

## Galerie

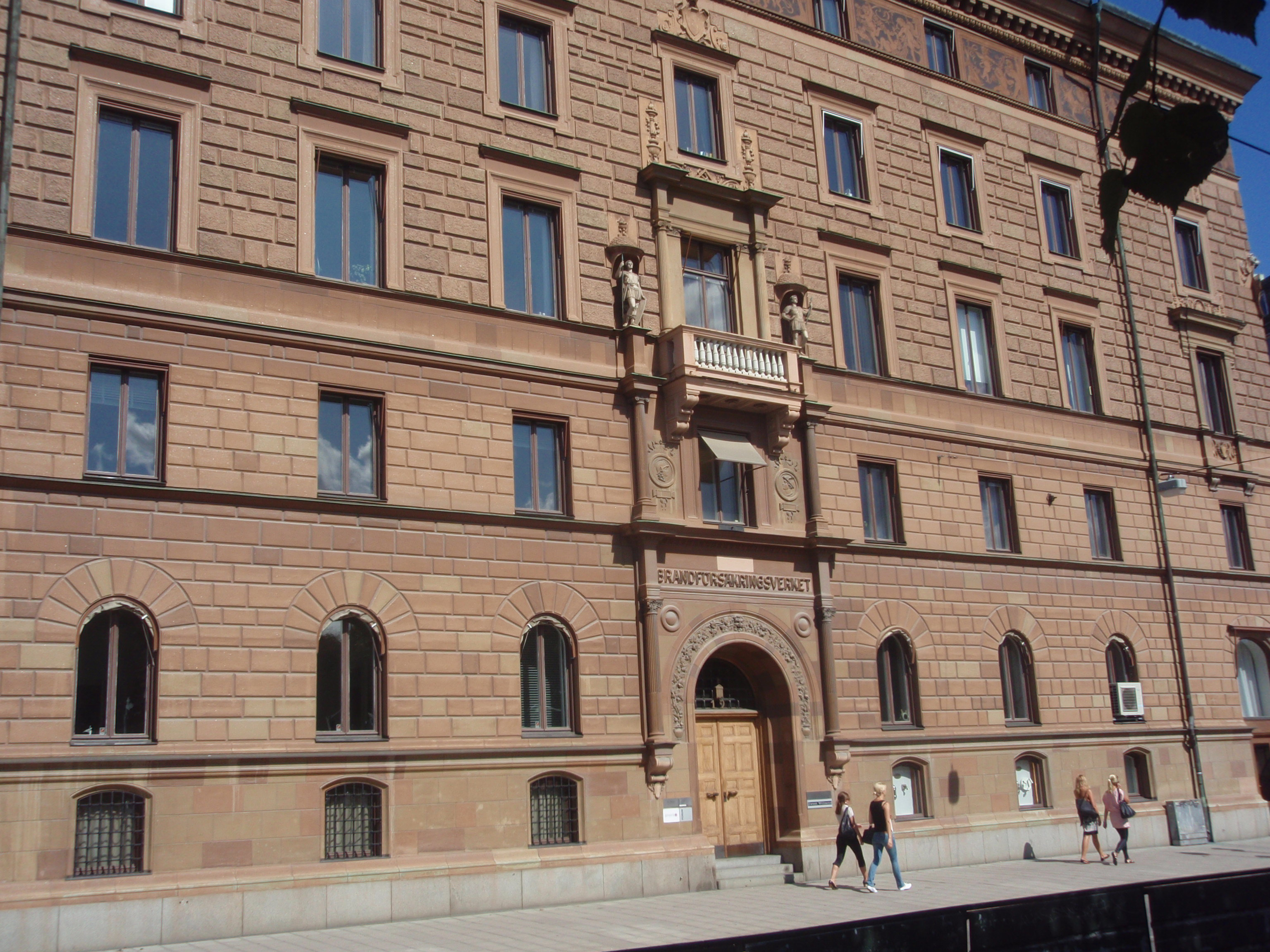
Strandvägen n° 19.
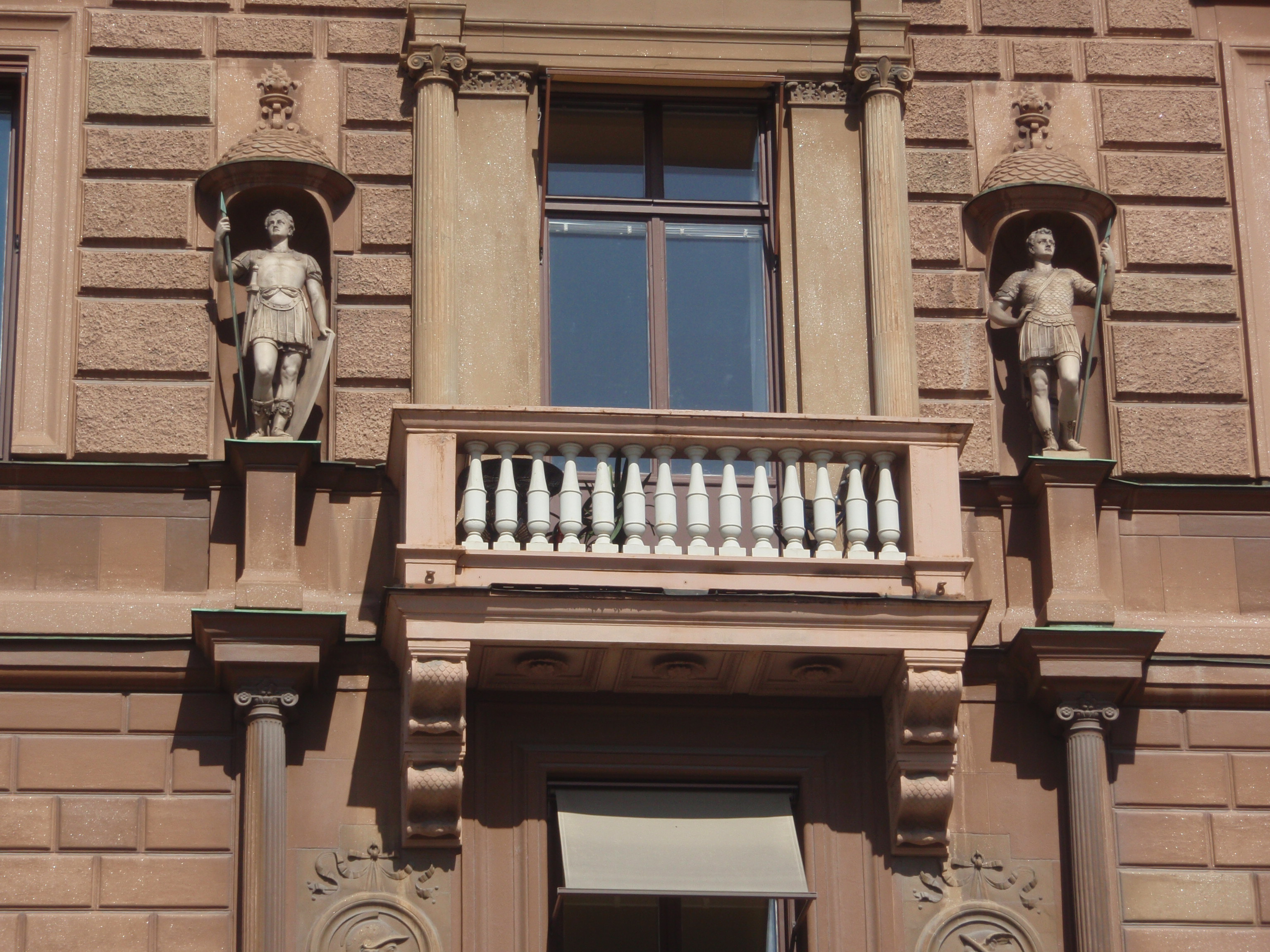
Strandvägen n° 19 : détail.
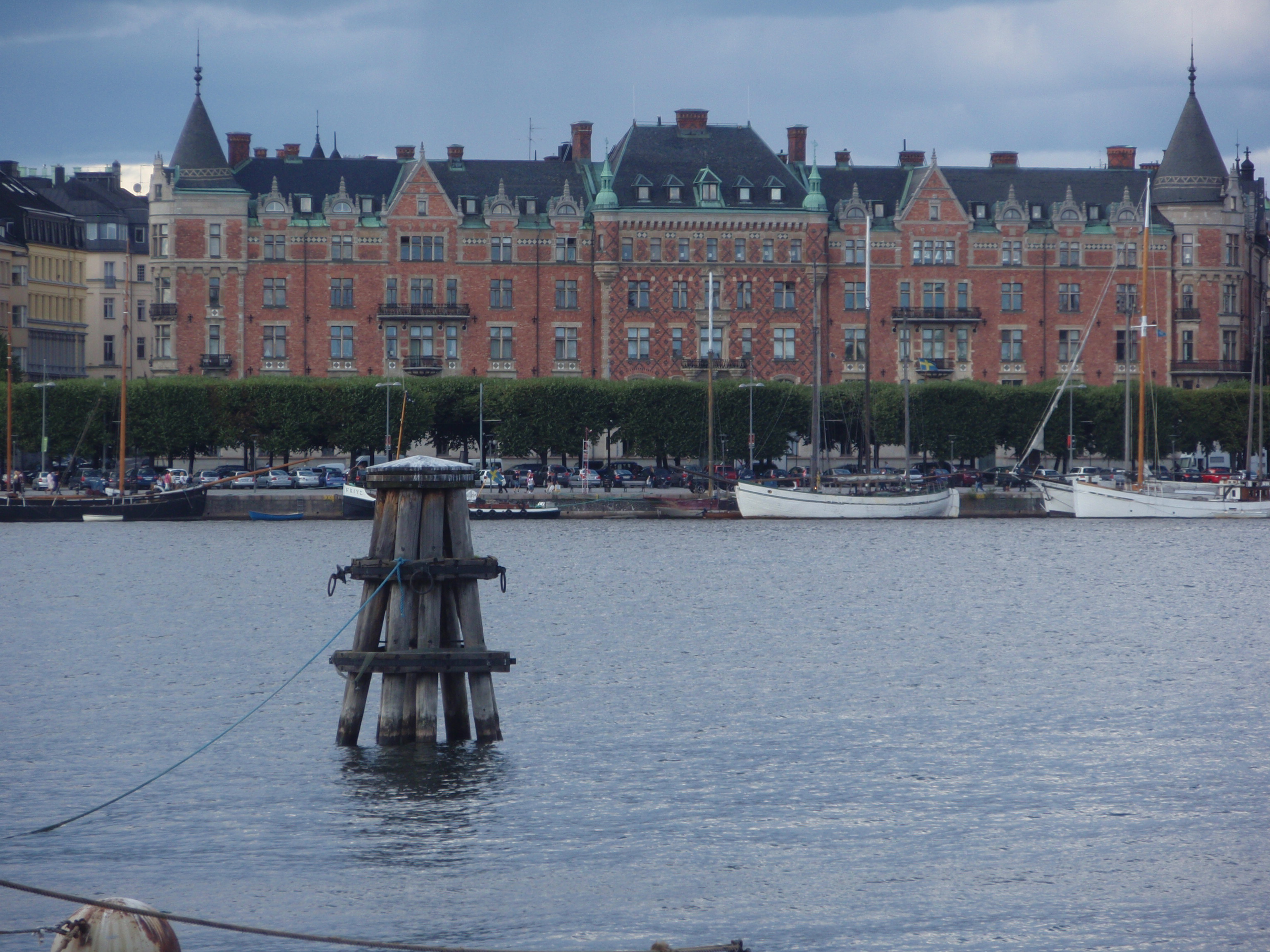
Strandvägen n° 29-33 : immeuble Bünsow.
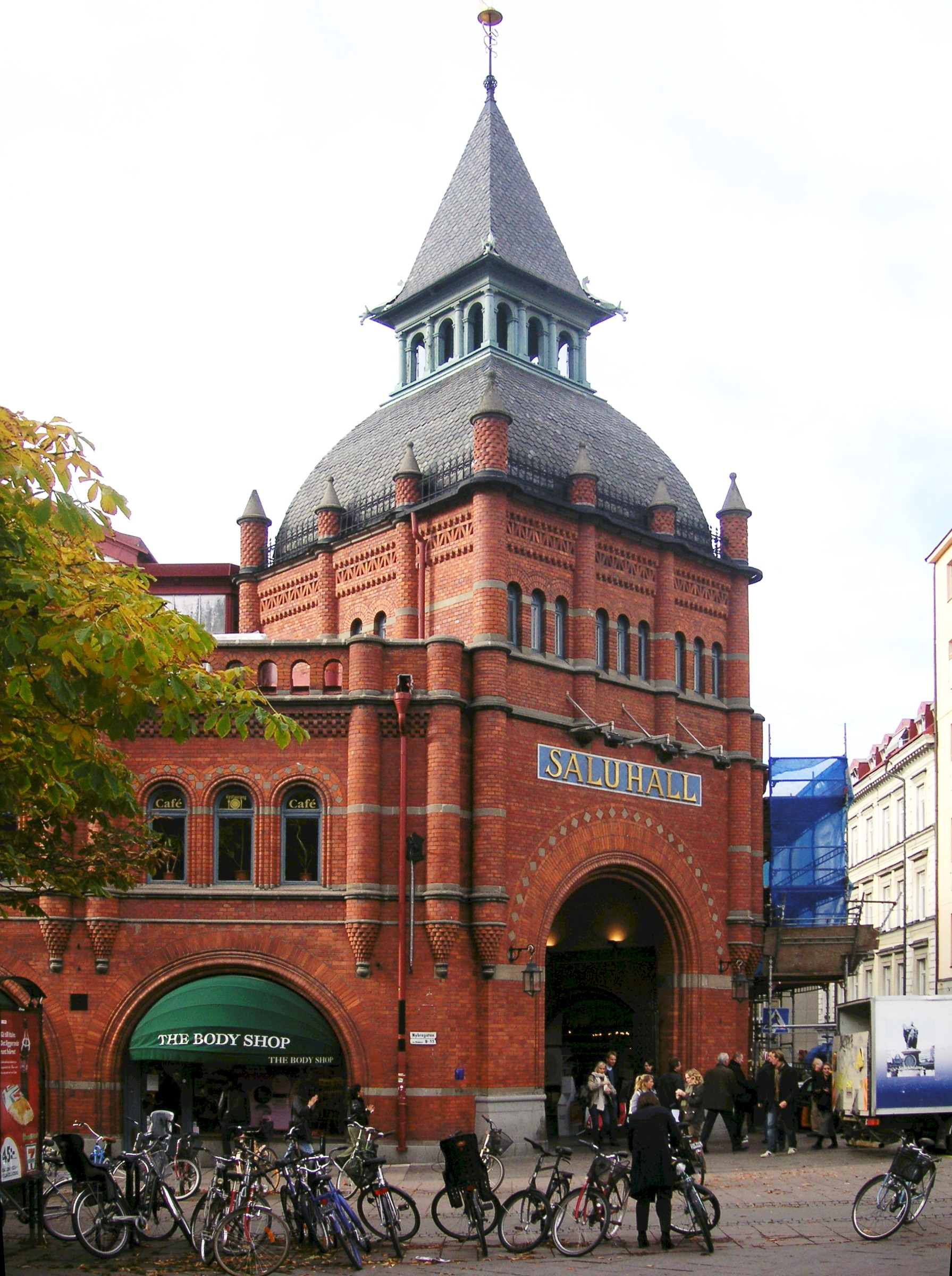
Marché couvert d'Östermalm.